# Palacio de los Condes de Cervellón (Anna)
El palacio de los Condes de Cervellón es un palacio de estilo barroco situado en el Paseo Alameda, n.º 4 de la localidad de Anna (Valencia) España. Fue restaurado y adaptado como vivienda a comienzos del siglo XVII, tras conceder el rey Felipe III el 3 de mayo de 1604 la villa de Anna con el título de Condado a Fernando Pujades de Borja que residió en él con su familia. Está declarado como Bien de Interés Cultural desde 2001.

## Descripción
Este palacio está levantado sobre el antiguo castillo de Anna, ya existente en el siglo XII. El palacio consta de un cuerpo principal que recae a la Alameda y otros tres cuerpos, siendo el posterior orientado al este sobre el río Sellent. En el interior había un patio y en su centro destacaba un surtidor. Las paredes que cercaban este patio estaban coronadas por pequeñas almenas con salientes de aspilleras y ventanas de estilo gótico aunque con modificaciones posteriores. En uno de sus extremos había una rampa que llevaba a un subterráneo. En el cuerpo principal del palacio se encuentra la puerta de acceso. En uno de sus extremos presentaba un saliente que debió formar en otro tiempo un torreón. El zaguán es abovedado, con arcos apuntados y ventanas del mismo tipo.
Adosado al palacio, se encuentra la capilla de Santa Ana con salida a la plaza de la Alameda. Sus ventanales orientados hacia el Nero dan a contemplar un panorama majestuoso con el río Sellent y la vegetación a sus pies.

## Historia
La primera referencia que se tiene sobre el edificio data de 1244, en concreto del 4 de septiembre del mismo año en el que, según recoge Vicente Rausell, existe una escritura de donación del castillo de Anna, otorgada por Jaime I de Aragón que, junto a él, cede las Villas de Anna y Enguera a la Orden de Santiago, siendo maestre D. Pelayo Pedro Correa. De su etapa fundacional, allá por los siglos XII /XIII, nos quedan los basamentos del edificio en su parte posterior.
La primera transformación del edificio se produce después de 1604, cuando se efectúa la venta de la Villa de Anna en tiempos de Felipe III. El 3 de mayo de 1604, el Rey erige en condado la Villa de Anna y serán precisamente D. Fernando Pujades Olim Borja y su esposa Francisca Alapont Relleu, Señora de Relleu, los primeros Condes de Anna, los que se hacen cargo del primitivo castillo. En esta época, los Condes de Cervellón comienzan la remodelación del edificio para hacerlo habitable por la familia.
Tras el terremoto de 1748, y debido a las obras de restauración que se llevaron a cabo en la iglesia por el hundimiento de las bóvedas, se instaló en la Plaza de los Álamos una tienda donde se colocó provisionalmente el Santísimo Sacramento y donde prosiguió el culto de forma provisional. Como las obras se espaciaron en el tiempo, esta se trasladó al jardín del Palacio y finalmente al oratorio, que se abrió al culto de toda la población hasta el 16 de enero de 1750, en que se dieron por finalizadas las obras de la iglesia.
En el año 1885 se efectuaron obras importantes de restauración a expensas de Cruz Navarro Sarrión y con tal motivo, se pintó un lienzo al óleo que, según Vicente Rausell, se conservó en la sacristía de la Iglesia Parroquial de Benetúser, “ en el aparecen la figura de S. Vicente Ferrer y sobre fondo el edificio del Palacio con los andamiajes y en la parte baja las figuras de Santa Ana y Santa Bárbara, una a cada lado del cuadro “ y en la base del cuadro una inscripción con la fecha de 1855 y el nombre de Cruz Navarro Sarrión.
Alrededor de 1890, los Condes vendieron sus propiedades a Ricardo de Trenor Bucelli, casado con Josefa Isabel Palavicino Ibarrola. Este matrimonio pasó largas temporadas en el edificio de la plaza de los Álamos. A finales de la década de 1980 se entablaron negociaciones con la familia de los Trenor para la adquisición de la Casa Palacio por el Ayuntamiento de Anna. En torno a 1995 comenzaron las obras de adecuación del edificio para usos públicos que finalizaron en 2007, siendo alcalde Fernando Sarrión Ramos.

## Galería

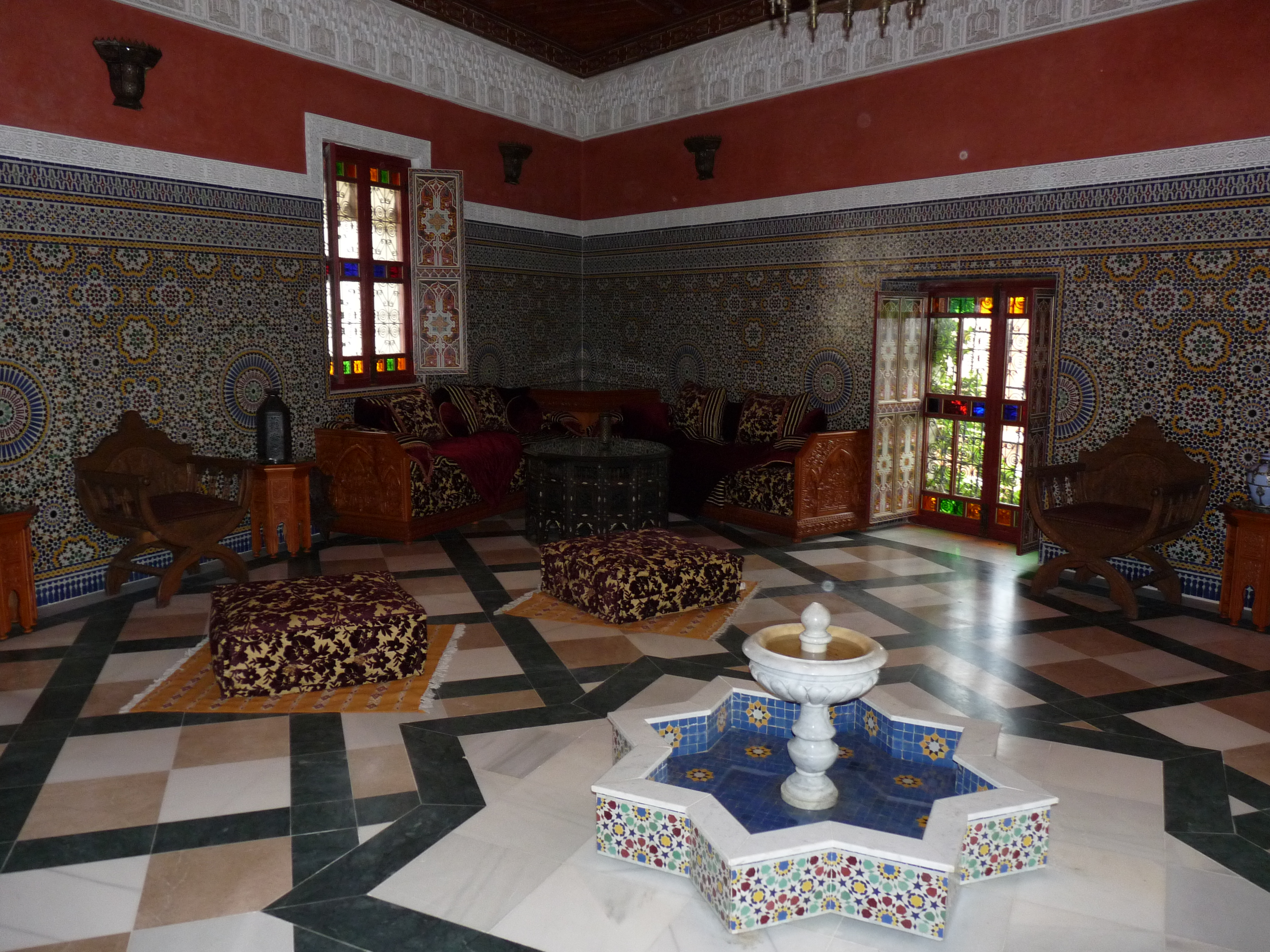
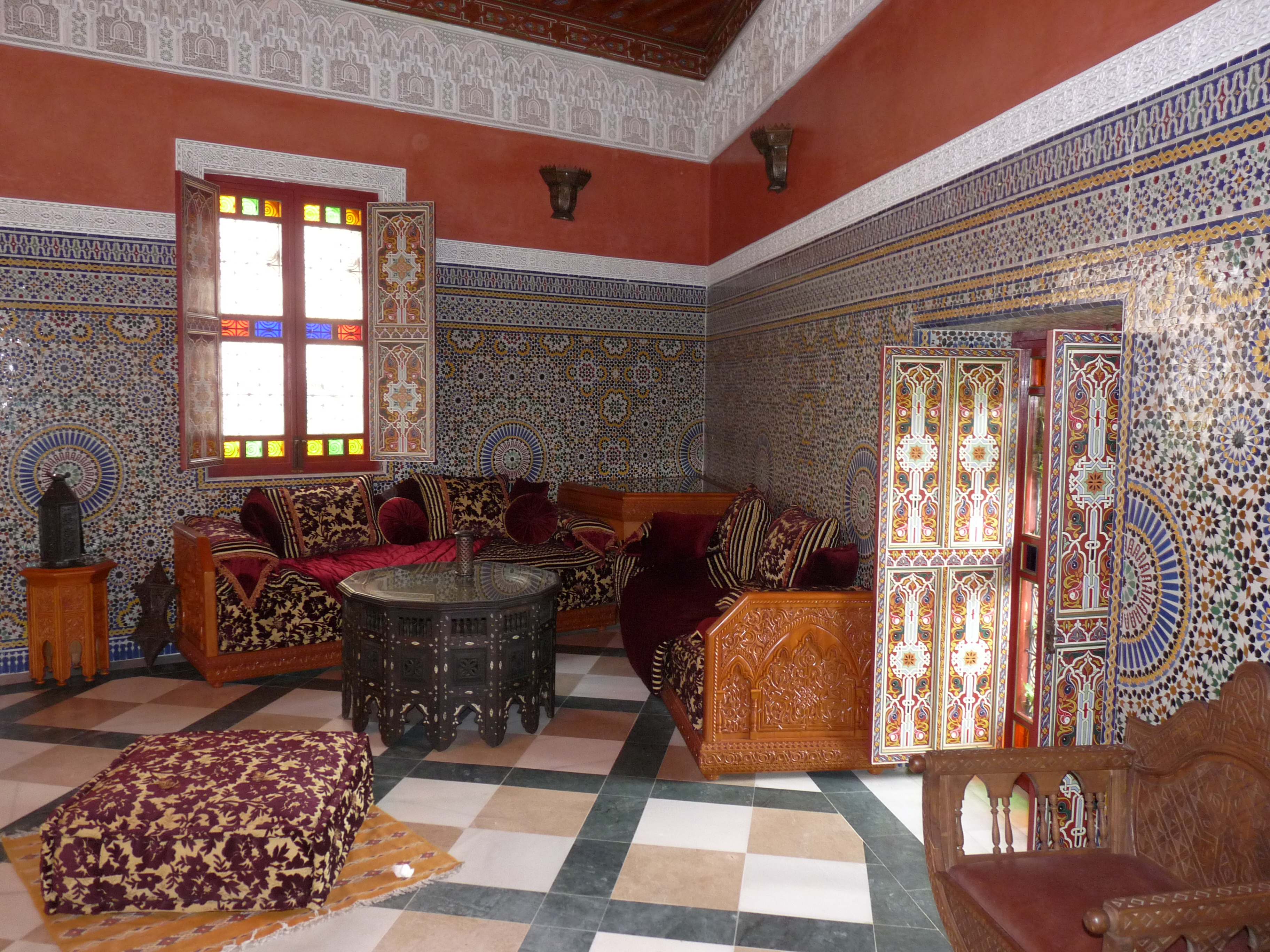
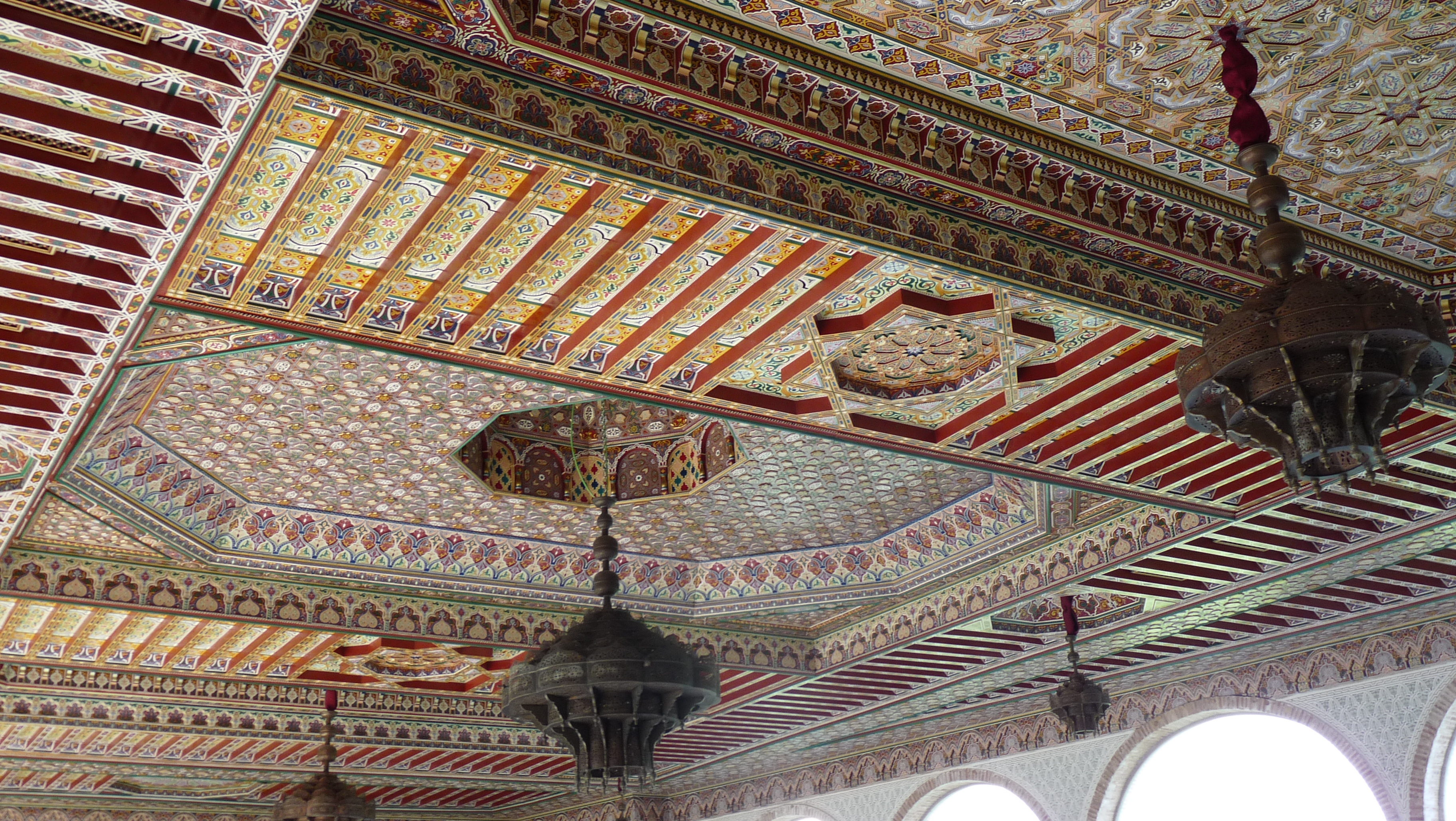
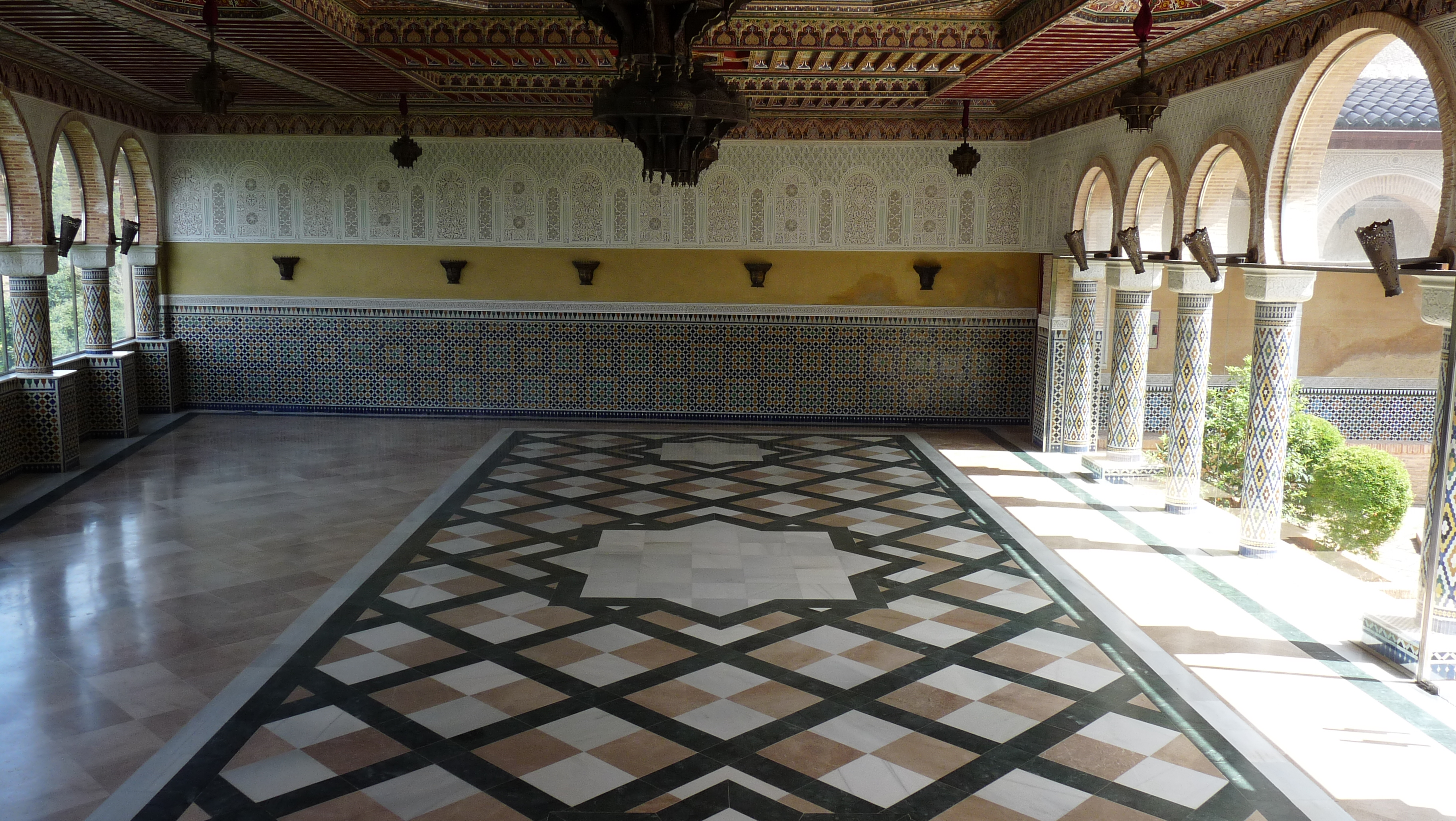
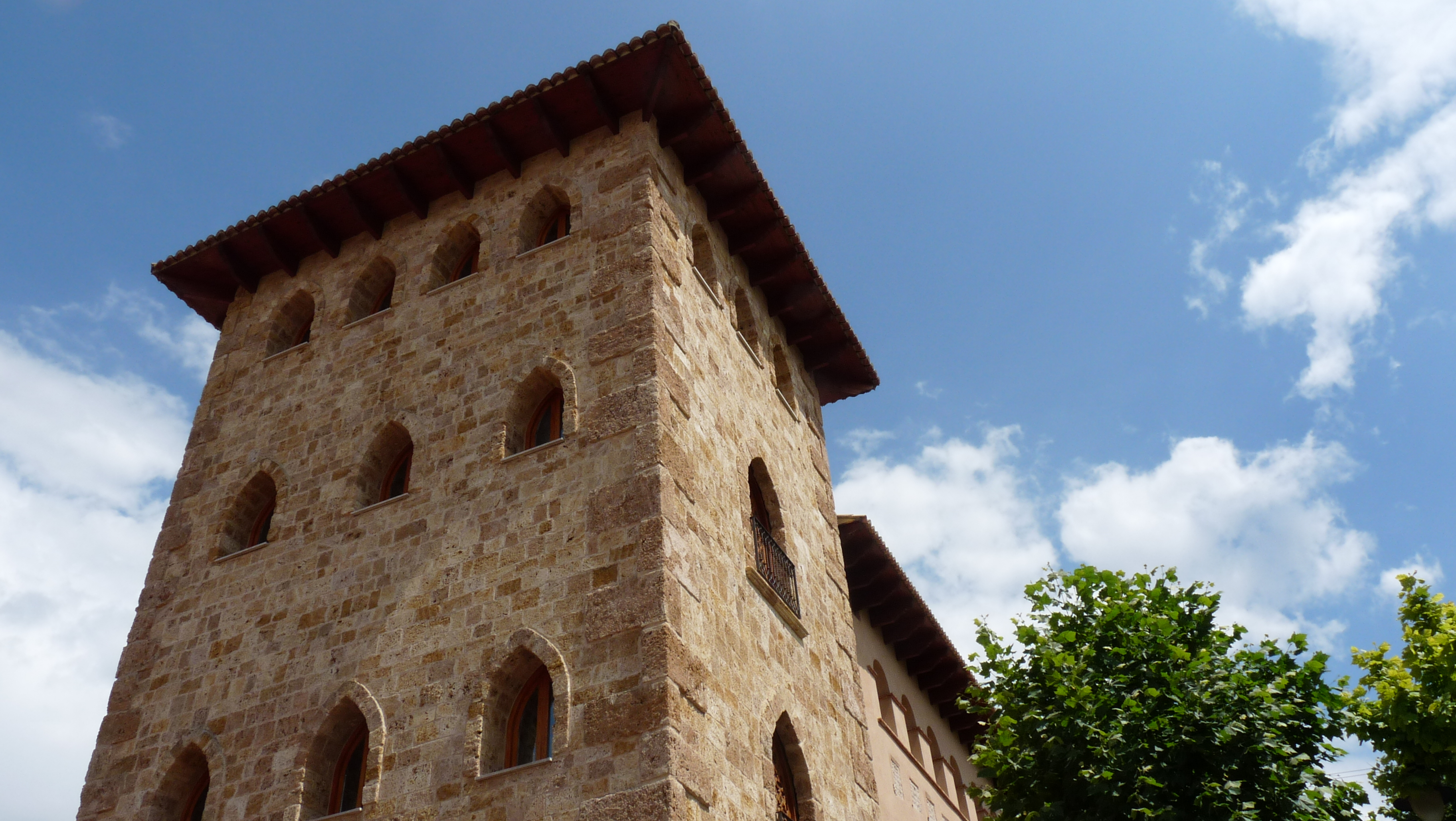
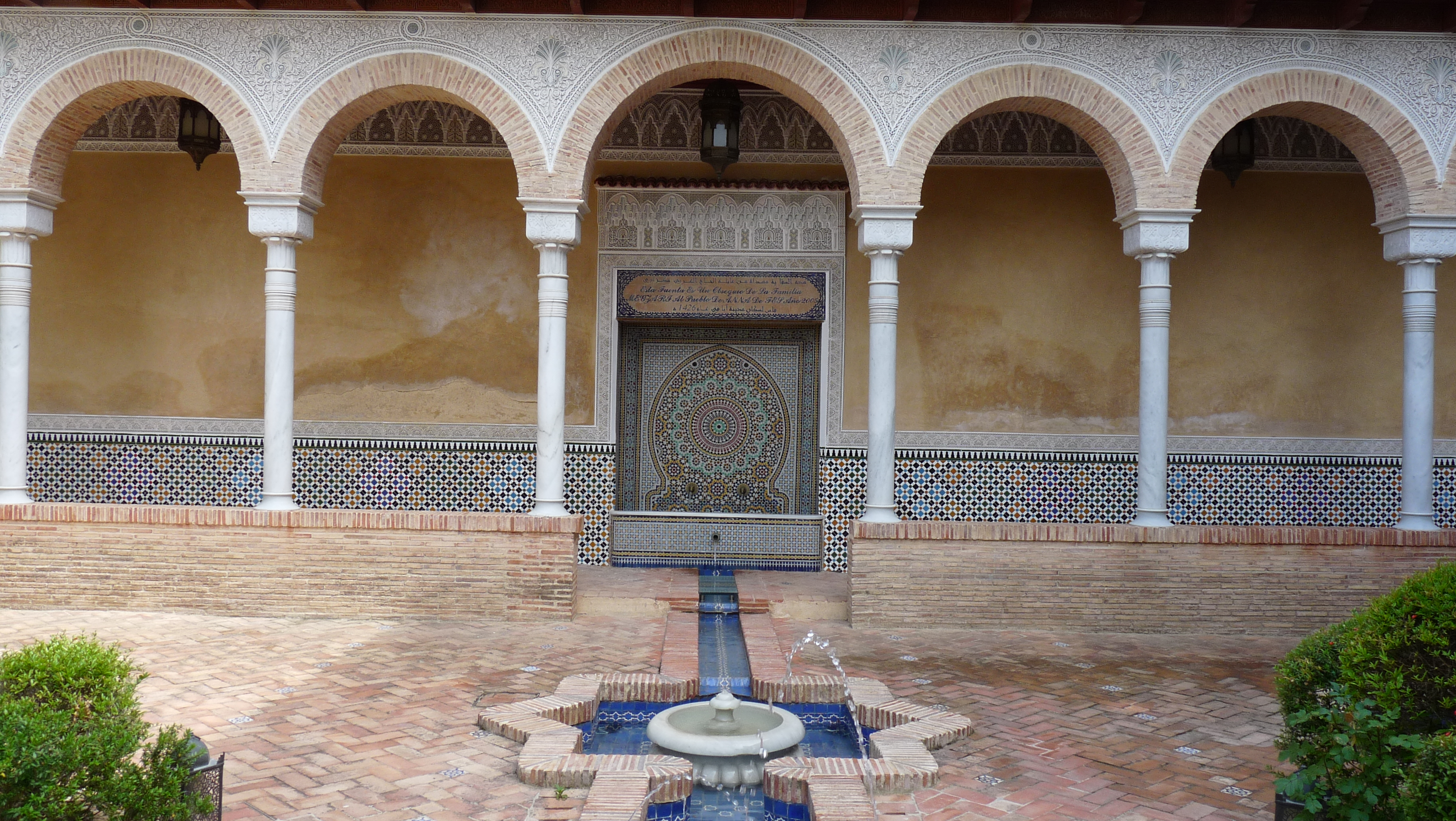
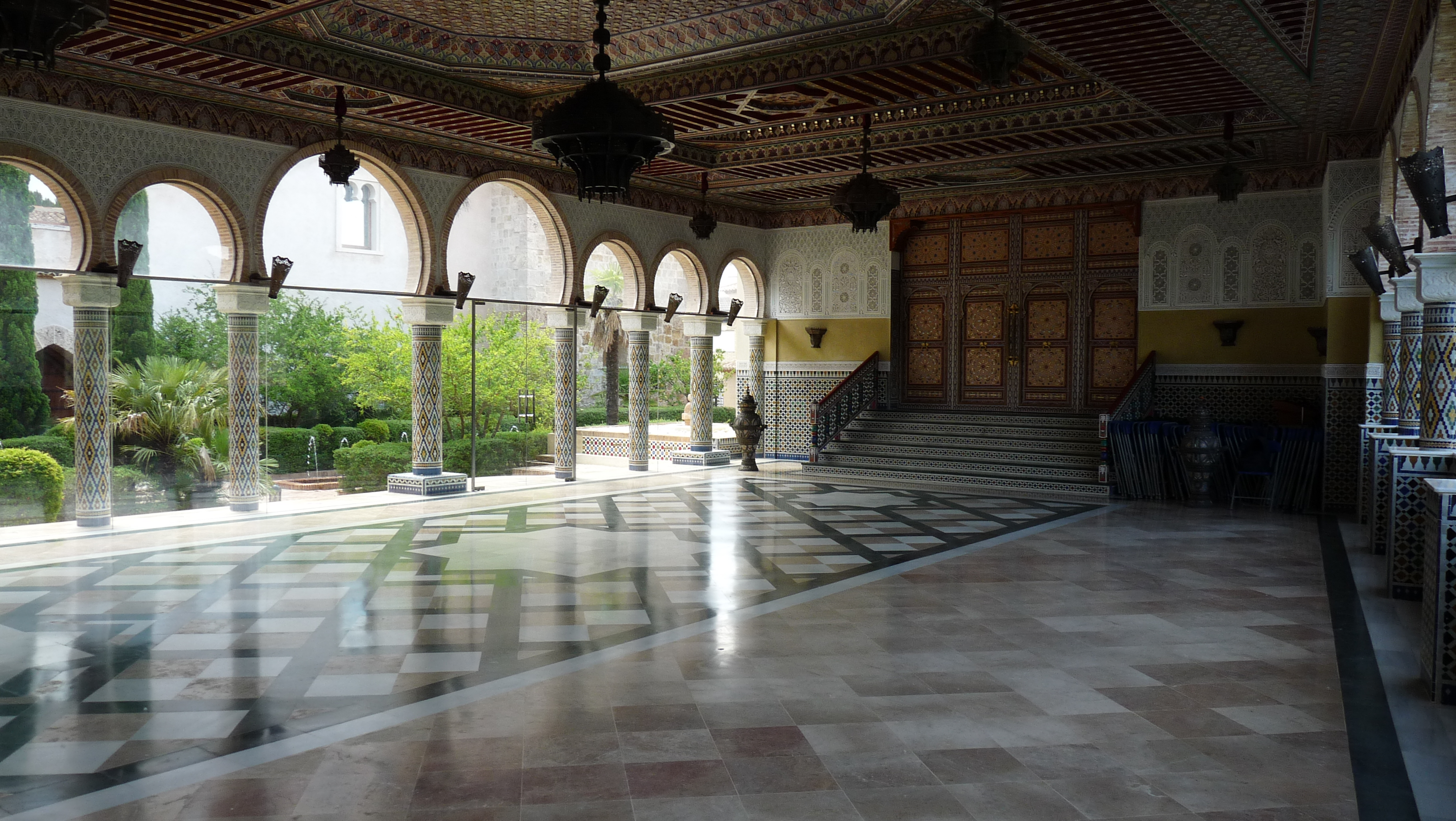
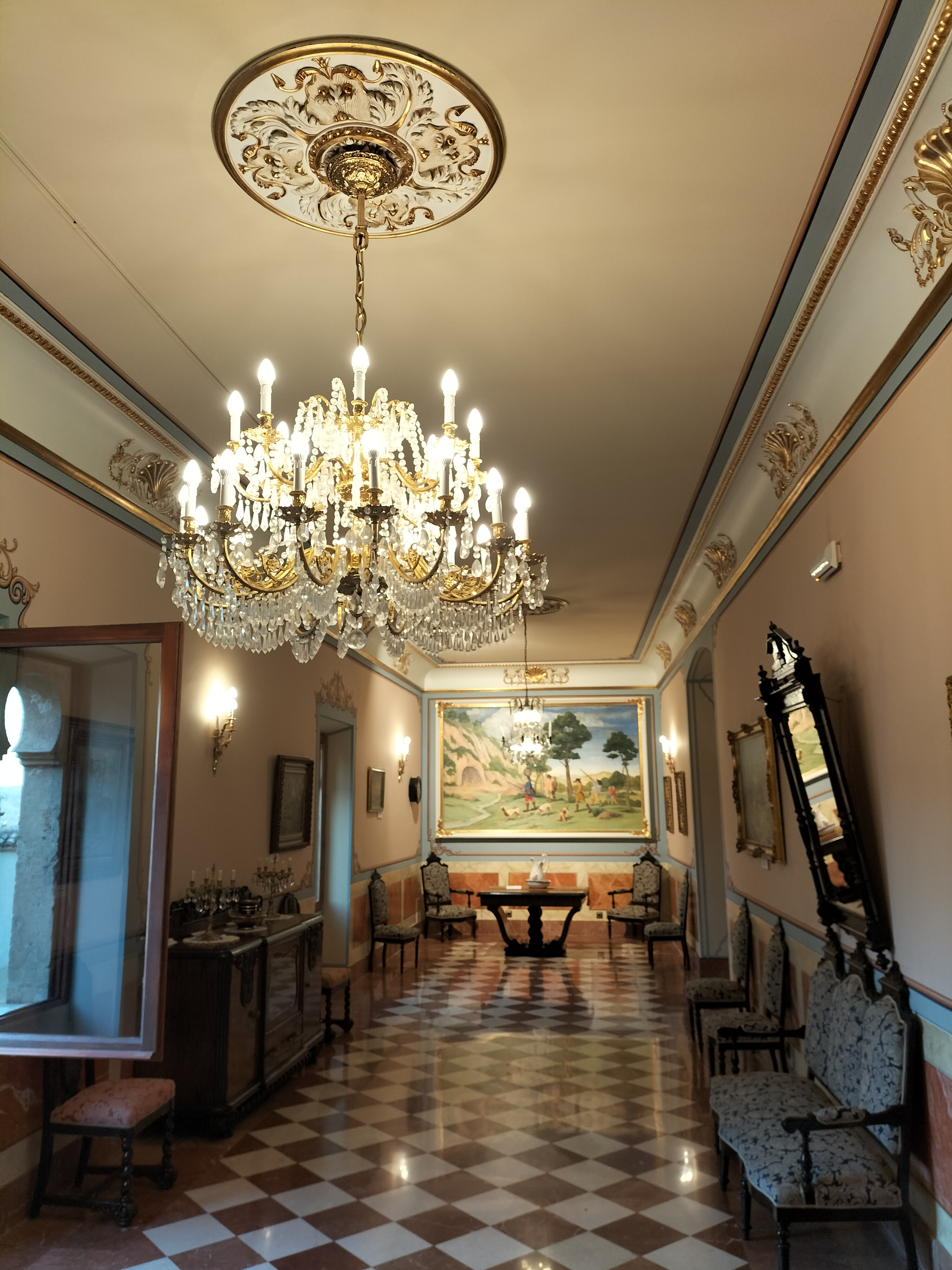
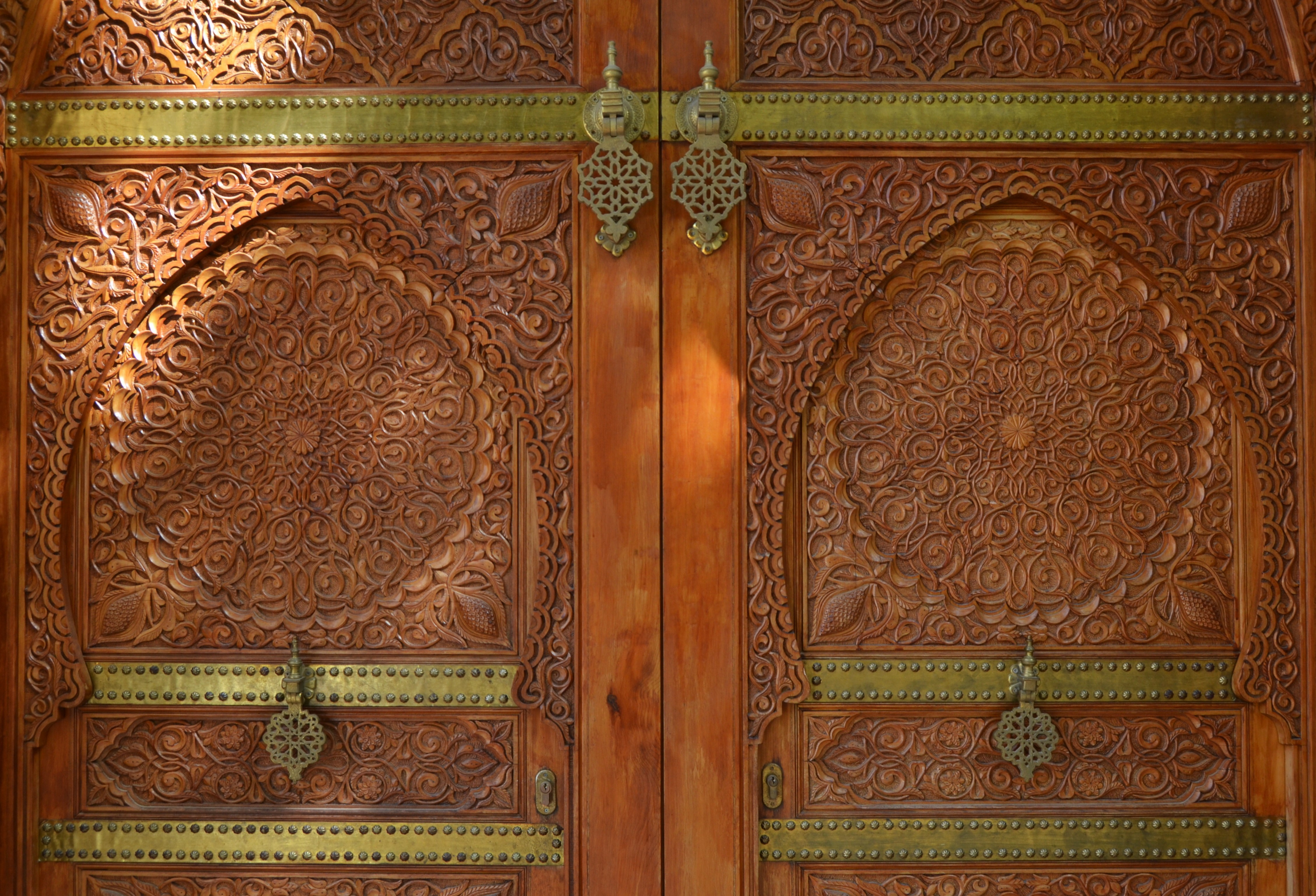